# Maria Warzyńska
Maria Warzyńska (ur. 8 grudnia 1952, zm. 2 września 2022 w Pile) – polska piosenkarka.

## Życiorys
Pochodziła z Grudziądza. Z wykształcenia była przedszkolanką. W 1970 roku wystąpiła na Festiwalu Piosenki Radzieckiej w Zielonej Górze, gdzie za piosenkę pt. „Serce na śniegu” (znana również jako „Trojki dwie”) zdobyła główną nagrodę. Następnie piosenka ta ukazała się na pocztówce dźwiękowej, zaś Warzyńska została zaproszona do występu na VIII Krajowym Festiwalu Piosenki Polskiej w Opolu, gdzie zaprezentowała piosenki „Serce na śniegu” oraz „Wrzosy”. W 1971 roku wystąpiła natomiast na IX Krajowym Festiwalu Piosenki Polskiej w Opolu. Wawrzyńska był także solistką Zespołu Estradowego Pomorskiego Okręgu Wojskowego „Czarne Berety”. 
Od 2004 roku współpracowała z grudziądzkimi Dinozaurami Big-Beatu, z którymi występowała do 2015 roku.
Maria Warzyńska nigdy nie nagrała własnej długogrającej płyty solowej. Cztery jej piosenki; „Serce na śniegu”, „Tam gdzie Cyganie”, „Nie rzucaj słów na wiatr” i „Dziewczyna trzpiot” ukazał się na EP-ce wydanej nakładem Polskich Nagrań „Muza” (N 0648) w 1970 roku. Jej piosenki „Serce na śniegu” oraz „Wrzosy” ukazały się także na wydawnictwach składankowych.
Zmarła 2 września 2022 w szpitalu w Pile w wieku 69 lat. Została pochowana 7 września tego samego roku na cmentarzu farnym w Grudziądzu.